# 頭頭是盜
《頭頭是盜》（西班牙語：Cien años de perdón）是一部西班牙-阿根廷驚悚片，由丹尼爾·卡爾帕拉斯羅執導，喬格·葛力迦契巴利亞編劇。這部電影於2016年3月3日在阿根廷首映，2016年3月4日在西班牙上映。

## 剧情
一群由“乌拉圭人”领导的盗贼准备抢劫瓦倫西亞的一家银行。他们的目的是偷取尽可能多的保险箱，然后通过一个连接到废弃地铁站的挖好的隧道逃走。然而，首相的新闻官发现，这些盗贼实际上是为了获得贡萨洛·索里亚诺存放的政治上的重要信息，他曾是一名政府成员，在一次严重事故后陷入了昏迷。
由于隧道被大雨淹没，这伙人的计划开始出错，留给他们的逃生空间很小。盗贼们被乌拉圭人招募时，以为这是一次普通的抢劫。但后来，盗贼们知道了真相，原来他被执政党收买，要从索里亚诺保存数据的314号保险箱中取出一个箱子。
“疯子”把事情搞砸了两次，他删除了从314号保险柜中取出的硬盘中的数据，焦虑中还在出口处泄露了他们的身份，事情变得更加扑朔迷离。“加利西亞人”和乌拉圭人计划用硬盘作为筹码，即使里面没有任何数据。他们与西班牙情报中心的安全主管梅利索进行谈判。事情似乎并不顺利。突然雨过天晴，盗贼們假借劫持人質從前門出來的幌子，從地道逃走。
加利西亞人把钻石送给了即将失去工作的银行经理。疯子将偷来的钱送给他迷上的一个女孩，以解决她的财务问题。盗贼各自带着自己的份额分道扬镳。一名参与谈判的警察人员向媒体泄露了关于索里亚诺的硬盘和执政党参与的信息。